# Webzen
Webzen – koreańska firma, wydawca gier komputerowych. Stworzyła między innymi MuOnline, grę internetową typu MMORPG.
Gry wydane przez Webzen Inc:
- Mu Online
- Soul of the Ultimate Nation (SUN)
- Archlord
- Reign of Revolution
- The Master of Tales
- Huxley: The Dystopia
- Metin2
- Continent of the Ninth (C9)
- Arctic Combat (w Korei Południowej znana jako Battle Territory Battery)